# Natoma
Natoma es una ciudad ubicada en el condado de Osborne en el estado estadounidense de Kansas. En el año 2010 tenía una población de 64 habitantes y una densidad poblacional de 304,55 personas por km².

## Geografía
Natoma se encuentra ubicada en las coordenadas 39°11′21″N 99°1′29″O / 39.18917, -99.02472 (39.189054, -99.024832).

## Demografía
Según la Oficina del Censo en 2000 los ingresos medios por hogar en la localidad eran de $24,091 y los ingresos medios por familia eran $37,500. Los hombres tenían unos ingresos medios de $24,896 frente a los $22,083 para las mujeres. La renta per cápita para la localidad era de $14,671. Alrededor del 15.9% de la población estaban por debajo del umbral de pobreza.